# Rio Arpadia (Gilort)
O Rio Arpadia é um rio da Romênia afluente do rio Gilort, localizado no distrito de Gorj.